# João Ricardo Pedro
João Ricardo Pedro (Reboleira, Amadora, 18 de agosto de 1973) é um escritor e engenheiro eletrotécnico português. Foi o vencedor da edição de 2011 do Prémio LeYa de Romance, pelo seu primeiro livro intitulado O Teu Rosto Será o Último. Esta sua obra foi traduzida para dez línguas, incluindo chinês e árabe. É, até à data, o Prémio Leya que mais vendeu — 40 mil exemplares só em Portugal — e o que mais gerou comentários. Em 2016, publica Um Postal de Detroit, o seu segundo romance.

## Biografia
João Ricardo Pedro nasceu na Reboleira, Amadora, no dia 18 de agosto de 1973. Fez a licenciatura em Engenharia Eletrotécnica, pelo Instituto Superior Técnico de Lisboa e, durante mais de dez anos, trabalhou no setor das telecomunicações. Em 2009, ao ficar desempregado, começou a escrever o que viria a ser o seu primeiro romance, O Teu Rosto Será o Último, para ocupar o seu tempo. Em maio de 2011, finalizado o livro, participou no Prémio LeYa de Romance e foi o vencedor desta edição, cujo anúncio ocorreu em 18 de outubro, tendo-lhe, por conseguinte, sido atribuído o valor pecuniário de 100.000 euros. Cerca de cinco meses depois, a 31 de março de 2012, o livro saiu finalmente no mercado. O seu segundo livro, intitulado Um Postal de Detroit, foi lançado a 15 de março de 2016.

## Obras
- O Teu Rosto Será o Último (2012)
- Um Postal de Detroit (2016)